# Circus 2000
I Circus 2000 erano un gruppo musicale italiano di rock progressivo.

## Storia del gruppo
Nel 1969 la cantante torinese Silvana Aliotta, attiva nel mondo musicale da cinque anni, con partecipazioni a Un disco per l'estate e alla Mostra internazionale di musica leggera di Venezia ed alcuni 45 giri incisi per la DKF Folklore con il nome d'arte Silva Grissi, si unisce ad un gruppo di musicisti torinesi con esperienze dal vivo (sono soliti esibirsi allo "Swing Club", locale torinese di jazz): nascono così i Circus 2000.
L'anno successivo ottengono il contratto discografico con la Ri-Fi e pubblicano il primo album omonimo (cantato in inglese), che si mette in evidenza per la bella voce della Aliotta, simile in molti tratti a quella di Grace Slick, la celebre cantante dei Jefferson Airplane, e per la chitarra di Quartarone: il genere è il rock progressivo, che si sta affermando in quegli anni.
Dall'album viene anche estratto un 45 giri, contenente due canzoni tradotte in italiano: I Am the Witch e I Can't Believe diventano rispettivamente Io la strega e Pioggia sottile.
Nel 1971 incidono Regalami un sabato sera, che diventa la sigla del programma televisivo Teatro 10; inoltre prendono parte a molti festival nella penisola.
L'anno successivo il gruppo partecipa alla seconda edizione del Festival di musica d'avanguardia e di nuove tendenze, tenutosi a Roma a Villa Pamphili dall'1 al 4 giugno 1972, classificandosi al primo posto a pari merito con il Banco del Mutuo Soccorso.
Sempre nel 1972 pubblicano il secondo album, An Escape from a Box (sottotitolo: Fuga dall'involucro), anch'esso in inglese, con le parti musicali molto più in evidenza; Hey man, il brano acustico che apre l'album, viene pubblicato anche su 45 giri diviso in due parti.
Dopo la tournée relativa il batterista Lo Previte, che ha sostituito Betti, entra nei Duello Madre (in seguito suonerà con i Nova e con i Kim & The Cadillacs) e i Circus 2000 si sciolgono.
La Aliotta continuerà la carriera come solista, partecipando nel 1973 a Un disco per l'estate con la canzone Bugie, suonando come session woman anche in dischi di colleghi come Edoardo Bennato (in Non farti cadere le braccia) o il Banco del Mutuo Soccorso (in Io sono nato libero) e formando nel 1976 il trio di disco music le Streghe, mentre Marcello Quartarone fonderà insieme a Betti i Living life e collaborerà con Paolo Conte, aprendo infine uno studio di registrazione a Torino, il G7 music & co.
Roberto Betti si dedicherà anche all'attività di discografico: è infatti il fondatore della Shirak; il figlio Elvin prosegue l'attività di batterista come il padre nella storica formazione torinese dei GOW, per poi approdare nella band Magnifica Scarlatti.
Nel 1999 la Akarma, in occasione della ristampa su CD dei primi due LP, pubblica un album con i brani usciti solo su 45 giri ed alcuni inediti.

## Formazione
- Silvana Aliotta: voce solista, percussioni
- Marcello Quartarone, detto Spooky: voce, chitarra
- Gianni Bianco: basso, voce
- Roberto Betti, detto Johnny: batteria (1969-1971)
- Franco Dede Loprevite: batteria (1972-1973)

## Discografia

### Album in studio
- 1970: Circus 2000 (Ri-Fi, RFL LP 14049; ristampato in CD nel 1989 dalla Vinyl Magic e nel 1999 dalla Akarma)
- 1972: An Escape from a Box (Fuga dall'involucro) (Ri-Fi, RFL ST 14215; ristampato in CD nel 1989 dalla Vinyl Magic e nel 1999 dalla Akarma)
- 1999: Boxing Circus (Akarma, AK 2014)

### Singoli
- 1970: Io, la strega/Pioggia sottile (Ri-Fi, RFN NP 16424)
- 1971: I can't believe/I am the witch (Ri-Fi, RFN NP 16443)
- 1971: Regalami un sabato sera/Ho regalato i capelli (Ri-Fi, RFN NP 16444)
- 1972: Hey man (parte prima)/Hey man (parte seconda (Ri-Fi, RFN NP 16466)

### Album in studio pubblicati fuori dall'Italia
- 1972: Circus 2000 (Discotur/Ri-Fi, (DTLP 20002; pubblicato in Turchia, stampa del primo album ma con copertina diversa)

### Singoli pubblicati fuori dall'Italia
- 1970: I can't believe/Must walk forever (Ri-Fi, RFN NP 14049)
- 1972: Hey man/Hey man (Ri-Fi, Mo 1291; pubblicato in Spagna)